# Pontella
Pontella is een geslacht van eenoogkreeftjes uit de familie van de Pontellidae. De wetenschappelijke naam van dit geslacht is voor het eerst geldig gepubliceerd in 1846 door James Dwight Dana.
De soorten in dit geslacht leven vooral aan de oppervlakte (de bovenste 30 cm) van tropische en gematigde zeeën; de meeste komen voor in de Indische Oceaan en het westelijk deel van de Stille Oceaan.